# Tracy-sur-Mer
Tracy-sur-Mer település Franciaországban, Calvados megyében. Lakosainak száma 348 fő (2022. január 1.). Tracy-sur-Mer Arromanches-les-Bains, Magny-en-Bessin, Manvieux és Ryes községekkel határos.

## Népesség
A település népessége az elmúlt években az alábbi módon változott:
| Lakosok száma | 225  | 217  | 252  | 308  | 353  | 345  | 341  | 346  | 345  | 348  |
|               | 1968 | 1982 | 1990 | 2006 | 2013 | 2015 | 2017 | 2019 | 2020 | 2022 |